# Mount Carroll
Mount Carroll è un comune degli Stati Uniti d'America, situato in Illinois, nella Contea di Carroll, della quale è il capoluogo.